# Lenta
Lenta (Lenta in piemontese) è un comune italiano di 769 abitanti della provincia di Vercelli in Piemonte.

## Storia

### Simboli
Lo stemma e il gonfalone del comune di Lenta sono stati approvati con decreto del presidente della Repubblica n. 102 del 20 dicembre 1996.
Il gonfalone è un drappo partito di giallo e di azzurro.

## Monumenti e luoghi d'interesse

### Architetture
- Castello delle benedettine, ex convento
- Pieve di Santo Stefano
- Chiesa di San Pietro
- Campanile
- Recetto

### Aree naturali
- Riserva naturale orientata delle Baragge

## Parco Mezzi Cingolati e Corazzati dell'Esercito Italiano
Nel comune di Lenta, tra le risaie del Vercellese, a pochi chilometri da Arborio, nel Comprensorio militare A. Vidoletti dell'Esercito, ha sede il Parco Mezzi Cingolati e Corazzati dove sono accatastati quasi 3.000 mezzi corazzati che ne fanno una delle più grandi concentrazione di veicoli corazzati in Europa.
 Contrariamente agli altri paesi occidentali, per quasi vent'anni l'Italia non si è liberata dei tank tolti dal servizio. Stando ai documenti sui trattati del disarmo internazionale nel 2012 l'Italia aveva a disposizione 1.173 carri armati e 3.071 cingolati da combattimento. Si tratta di VCC-1, novecento Leopard 1 di fabbricazione tedesca e prodotti in Italia su licenza, trecento M60 Patton, duecento M-109, tremila cingolati M-113 di ogni variante, ma anche mezzi recenti, messi da parte a causa della spending review, come centinaia di blindo Centauro e Puma.
Il comprensorio militare ha ospitato negli ultimi decenni il 15º Reggimento “Cavalleggeri di Lodi”, il 2º Parco Veicoli Corazzati, il 2° Ma.C.Ri.Co., e il 2° Cerimot (Centro Rifornimenti Motorizzazione).

## Società

### Evoluzione demografica
Nella storia di Lenta, la popolazione non ha mai subito grandi variazioni.
Abitanti censiti

## Infrastrutture e trasporti
Tra il 1879 e il 1933 Lenta fu servita dalla tranvia Vercelli-Aranco.

## Amministrazione
Sindaco: Sergio Parini, eletto il 15 maggio 2023.